# Абдуллаев, Пулат Абдуллаевич
Пулат Абдуллаевич Абдуллаев — советский хозяйственный, государственный и политический деятель.

## Биография
Родился в 1906 году в кишлаке Кулькент. Член КПСС с 1930 года.
С 1924 года — на хозяйственной, общественной и политической работе. В 1924—1961 гг. — комсомольский работник, ответсекретарь Исфаринского райкома ЛКСМ Таджикистана, председатель Исфаринского райисполкома, заместитель председателя, председатель Джиликульского райисполкома, секретарь Душанбинского горисполкома, Председатель Верховного Суда Таджикской ССР, секретарь ЦК КП(б) Таджикистана, народный комиссар государственного контроля Таджикской ССР, заместитель председателя Комиссии советского контроля при Совете Министров Таджикской ССР.
Избирался депутатом Верховного Совета Таджикской ССР.
Умер после 1985 года.

## Память
- Улица Кулубина в Душанбе была переименована в улицу Пулода Абдуллоева.